# Coupe du monde de baseball 2007
La Coupe du monde de baseball 2007 est la 37e édition de cette épreuve mettant aux prises les meilleures sélections nationales. La phase finale s'est tenue du 6 au 18 novembre 2007 à Taïwan. Quatre stades ont accueilli les rencontres : le Taichung Intercontinental Baseball Stadium et le Taichung Baseball Field à Taichung City, le Tianmu Baseball Stadium à Taipei et le stade de Sinjhuang.
Avant le début de la compétition, l'équipe de Chine s'est retirée malgré sa qualification obtenue aux Jeux asiatiques de 2006. Elle a été remplacée par l'équipe de Thaïlande qui avait terminé 5e derrière la Chine.
41 matchs ont été retransmis en direct sur le site internet Stadeo TV dont tous les matchs de la phase finale, puis mis à disposition en vidéo à la demande.
L'équipe des États-Unis a remporté son 3e titre de champion du monde en battant l'équipe de Cuba qui restait sur neuf titres consécutifs depuis 1984 et se présentait comme le favori de l'épreuve.

## Sélections qualifiées
Amériques
Les six premières équipes du Tournoi de qualification des Amériques 2006 se sont qualifiées pour le tournoi :
- États-Unis
- Cuba
- Mexique
- Canada
- Venezuela
- Panama

Europe
Les quatre premières équipes du Championnat d'Europe 2005 se sont qualifiées pour le tournoi :
- Pays-Bas
- Italie
- Espagne
- Allemagne

Océanie
À la suite du forfait de la Nouvelle-Zélande, l'Australie est devenue championne d'Océanie 2007 et représente l'Océanie pour le tournoi.
- Australie

Asie
Les quatre premières équipes des Jeux asiatiques 2006 se sont qualifiées pour le tournoi :
- Taïwan
- Japon
- Corée du Sud
- Thaïlande (en remplacement de la  Chine)

Afrique
- Afrique du Sud

## Format du tournoi
Les équipes sont réparties en deux groupes de huit équipes. Dans chaque groupe, chaque sélection joue contre les sept autres lors du tour préliminaire. Les quatre meilleures équipes de chaque groupe se qualifient pour la phase finale à élimination directe (quarts de finale, demi-finales et finales).

## Médaillés
| Médaille           | Pays       | Joueurs |
| ------------------ | ---------- | --- |
| Médaille d'or      | États-Unis | Bryan Anderson, Brian Bixler, Jerry Blevins, Chris Booker, Tyler Colvin, Brian Duensing, Lee Gronkiewicz, Michael Hollimon, Jason Jaramillo, Jeff Karstens, Andy LaRoche, Evan Longoria, Neal Musser, Jayson Nix, Joshua Outman, Steve Pearce, Chris Perez, Colby Rasmus, Justin Ruggiano, Steven Shell, Jeff Stevens, Dallas Trahern, Matt Wright, Delwyn Young Manager : Davey JohnsonAssistants : Marcel Lachemann, Reggie Smith, Rick Eckstein, Dick Cook, Rolando De Armas |
| Médaille d'argent  | Cuba       | Vladimir Banos Chacon, Frederich Cepeda Cruz, Aroldis Chapman De La Cruz, Alfredo Despaigne Rodriguez, Giorvis Duvergel Rojas, Norberto Gonzalez Miranda, Yuliesky Gourriel Castillo, Pedro Luis Lazo Iglesias, Yadel Marti Carrillo, Jonder Martinez Martinez, Yuniesky Maya Mendiluza, Alexander Mayeta Kerr, Luis Miquel Navas Gonzales, Hector Olivera Amaro, Adiel Palma Lopez, Eduardo Paret Perez, Yosvany Peraza Marin, Ariel Pestano Valdes, Rudy Reyes Erice, Arley Sanchez De La Cruz, Eriel Sanchez Leon, Yoandry Urgelles Cobas, Osmani Urrutia RamirezManager : Rey Vincente Anglada FerrerAssistants : José Elosegui Sanchez, Arturo Echevarria Suarez, Luis Danilo Larduet Morales, Benito Comacho Urrutia |
| Médaille de bronze | Japon      | Hisayoshi Chono, Kohhei Hasebe, Toshiyuki Hayashi, Yuki Inoue, Hideto Isomura, Teruo Kawawaki, Tetsuya Kokubo, Koichi Kotaka, Ken Kume, Shoji Matsuoka, Jumpei Murakami, Satoshi Nagaoka, Toshiyuki Nimura, Kei Nomoto, Ryo Saeki, Yasuyuki Saigo, Takashi Saito, Tsutomu Sasaki, Tadashi Settsu, Kanya Suzuki, Kenji Suzuki, Junichi Tazawa, Kenichi Yokoyama, Takashi Yoshiura Manager : Tazuru KakinoAssistants : Hirotami Kojima, Shoichi Nakajima, Toshihiro Nakamura, Masayuki Tanaka |

## Classement final
| Pl.                | Sélection    |
| ------------------ | ------------ |
| Médaille d'or      | États-Unis   |
| Médaille d'argent  | Cuba         |
| Médaille de bronze | Japon        |
| 4                  | Pays-Bas     |
| 5                  | Corée du Sud |
| 6                  | Australie    |
| 7                  | Mexique      |
| 8                  | Taïwan       |

## Résultats

### Tour préliminaire

#### Groupe A
| Date        | Heure     | Stade            | Recevant       | Visiteur       | Score  | Notes       |
| ----------- | --------- | ---------------- | -------------- | -------------- | ------ | ----------- |
| 7 novembre  | 12:00     | Intercontinental | Espagne        | Panama         | 9 - 0  | forfait (2) |
| 7 novembre  | 15:00     | Taichung         | Afrique du Sud | Japon          | 1 - 11 |             |
| 7 novembre  | 18:00     | Intercontinental | Mexique        | États-Unis     | 0 - 3  |             |
| 8 novembre  | 12:00     | Taichung         | Italie         | Espagne        | 11 - 1 |             |
| 8 novembre  | 12:00     | Intercontinental | États-Unis     | Panama         | 9 - 0  | forfait (2) |
| 8 novembre  | 18:00     | Taichung         | Japon          | Mexique        | 15 - 3 | 7 manches   |
| 8 novembre  | 18:00     | Intercontinental | Afrique du Sud | Taïwan         | 1 - 16 | 7 manches   |
| 9 novembre  | 12:00     | Taichung         | Italie         | États-Unis     | 6 - 2  |             |
| 9 novembre  | 12:00     | Intercontinental | Espagne        | Afrique du Sud | 7 - 4  |             |
| 9 novembre  | 18:00     | Taichung         | Panama         | Mexique        | 3 - 2  |             |
| 9 novembre  | 18:00     | Intercontinental | Taïwan         | Japon          | 6 - 1  |             |
| 10 novembre | 12:00     | Taichung         | Mexique        | Afrique du Sud | 13 - 3 | 8 manches   |
| 10 novembre | 12:00     | Intercontinental | Espagne        | Taïwan         | 4 - 8  |             |
| 10 novembre | 18:00     | Taichung         | Italie         | Panama         | 0 - 6  |             |
| 10 novembre | 18:00     | Intercontinental | États-Unis     | Japon          | 5 - 1  |             |
| 11 novembre | 12:00     | Taichung         | Afrique du Sud | Italie         | 0 - 8  |             |
| 11 novembre | 12:00     | Intercontinental | Taïwan         | Mexique        | 5 - 9  |             |
| 11 novembre | 18:00     | Taichung         | Espagne        | États-Unis     | 2 - 12 | 7 manches   |
| 11 novembre | 18:00     | Intercontinental | Japon          | Panama         | 6 - 2  |             |
| 12 novembre | 14:00 (1) | Tianmu           | Taïwan         | Italie         | 1 - 0  |             |
| 13 novembre | 12:00     | Taichung         | États-Unis     | Afrique du Sud | 4 - 2  |             |
| 13 novembre | 12:00     | Intercontinental | Italie         | Japon          | 0 - 10 | 7 manches   |
| 13 novembre | 18:00     | Taichung         | Mexique        | Espagne        | 19 - 1 | 7 manches   |
| 13 novembre | 18:00     | Intercontinental | Panama         | Taïwan         | 0 - 10 |             |
| 14 novembre | 12:00     | Taichung         | Japon          | Espagne        | 4 - 3  |             |
| 14 novembre | 12:00     | Intercontinental | Mexique        | Italie         | 11 - 2 |             |
| 14 novembre | 18:00     | Taichung         | Panama         | Afrique du Sud | 13 - 3 | 7 manches   |
| 14 novembre | 18:00     | Intercontinental | Taïwan         | États-Unis     | 7 - 10 |             |

(1) Le match prévu initialement le 6 novembre en ouverture de la compétition a été reprogrammé le 12 novembre en raison de la pluie.
(2) Les deux premiers matchs de l'équipe du Panama ont vu leurs résultats convertis en défaite par forfait sur le score de 9-0 (au lieu de 6-0 contre l'Espagne et 0-7 contre les États-Unis). Cinq joueurs non qualifiés en raison d'un défaut d'assurance ont été alignés lors de ses deux rencontres et d'après les réglements de l'IBAF, les rencontres sont perdues par forfait sur le score de 9-0. L'équipe du Mexique profite de la situation pour participer aux quarts de finale à la place de l'équipe du Panama
| Pl. | Équipe         | J | V | D | PM | PC | %    |
| --- | -------------- | - | - | - | -- | -- | ---- |
| 1   | États-Unis     | 7 | 6 | 1 | 45 | 18 | .857 |
| 2   | Taïwan         | 7 | 5 | 2 | 53 | 25 | .714 |
| 3   | Japon          | 7 | 5 | 2 | 48 | 20 | .714 |
| 4   | Mexique        | 7 | 4 | 3 | 57 | 32 | .571 |
| 5   | Panama         | 7 | 3 | 4 | 24 | 39 | .429 |
| 6   | Italie         | 7 | 3 | 4 | 27 | 31 | .429 |
| 7   | Espagne        | 7 | 2 | 5 | 27 | 58 | .286 |
| 8   | Afrique du Sud | 7 | 0 | 7 | 14 | 72 | .000 |

J : rencontres jouées, V : victoires, D : défaites, PM : points marqués, PC : points concédés, % : pourcentage de victoire.

#### Groupe B
| Date        | Heure | Stade     | Recevant     | Visiteur     | Score  | Notes     |
| ----------- | ----- | --------- | ------------ | ------------ | ------ | --------- |
| 7 novembre  | 14:00 | Tianmu    | Cuba         | Australie    | 3 - 2  |           |
| 7 novembre  | 14:00 | Sinjhuang | Pays-Bas     | Thaïlande    | 16 - 0 | 7 manches |
| 7 novembre  | 18:00 | Tianmu    | Corée du Sud | Canada       | 5 - 0  |           |
| 7 novembre  | 18:00 | Sinjhuang | Allemagne    | Venezuela    | 0 - 8  |           |
| 8 novembre  | 12:00 | Tianmu    | Venezuela    | Corée du Sud | 0 - 4  |           |
| 8 novembre  | 12:00 | Sinjhuang | Thaïlande    | Canada       | 0 - 18 | 7 manches |
| 8 novembre  | 18:00 | Tianmu    | Australie    | Pays-Bas     | 4 - 3  |           |
| 8 novembre  | 18:00 | Sinjhuang | Allemagne    | Cuba         | 3 - 7  |           |
| 9 novembre  | 12:00 | Tianmu    | Corée du Sud | Thaïlande    | 18 - 2 | 7 manches |
| 9 novembre  | 12:00 | Sinjhuang | Australie    | Venezuela    | 7 - 4  |           |
| 9 novembre  | 18:00 | Tianmu    | Pays-Bas     | Allemagne    | 15 - 5 | 8 manches |
| 9 novembre  | 18:00 | Sinjhuang | Cuba         | Canada       | 6 - 3  |           |
| 10 novembre | 12:00 | Tianmu    | Venezuela    | Pays-Bas     | 4 - 7  |           |
| 10 novembre | 12:00 | Sinjhuang | Canada       | Allemagne    | 10 - 0 | 8 manches |
| 10 novembre | 18:00 | Tianmu    | Cuba         | Corée du Sud | 7 - 2  |           |
| 10 novembre | 18:00 | Sinjhuang | Thaïlande    | Australie    | 1 - 26 | 7 manches |
| 11 novembre | 12:00 | Tianmu    | Australie    | Corée du Sud | 2 - 1  |           |
| 11 novembre | 12:00 | Sinjhuang | Pays-Bas     | Canada       | 1 - 7  |           |
| 11 novembre | 18:00 | Tianmu    | Allemagne    | Thaïlande    | 2 - 0  |           |
| 11 novembre | 18:00 | Sinjhuang | Venezuela    | Cuba         | 0 - 10 | 7 manches |
| 13 novembre | 12:00 | Tianmu    | Thaïlande    | Cuba         | 1 - 11 | 7 manches |
| 13 novembre | 12:00 | Sinjhuang | Australie    | Allemagne    | 4 - 2  |           |
| 13 novembre | 18:00 | Tianmu    | Canada       | Venezuela    | 6 - 3  |           |
| 13 novembre | 18:00 | Sinjhuang | Corée du Sud | Pays-Bas     | 1 - 5  |           |
| 14 novembre | 12:00 | Tianmu    | Cuba         | Pays-Bas     | 1 - 2  |           |
| 14 novembre | 12:00 | Sinjhuang | Allemagne    | Corée du Sud | 1 - 8  |           |
| 14 novembre | 18:00 | Tianmu    | Canada       | Australie    | 6 - 7  |           |
| 14 novembre | 18:00 | Sinjhuang | Venezuela    | Thaïlande    | 17 - 3 | 7 manches |

| Pl. | Équipe       | J | V | D | PM | PC  | %    |
| --- | ------------ | - | - | - | -- | --- | ---- |
| 1   | Cuba         | 7 | 6 | 1 | 45 | 13  | .857 |
| 2   | Australie    | 7 | 6 | 1 | 52 | 20  | .857 |
| 3   | Pays-Bas     | 7 | 5 | 2 | 49 | 22  | .714 |
| 4   | Corée du Sud | 7 | 4 | 3 | 39 | 17  | .571 |
| 5   | Canada       | 7 | 4 | 3 | 50 | 22  | .571 |
| 6   | Venezuela    | 7 | 2 | 5 | 36 | 37  | .286 |
| 7   | Allemagne    | 7 | 1 | 6 | 13 | 52  | .143 |
| 8   | Thaïlande    | 7 | 0 | 7 | 7  | 108 | .000 |

J : rencontres jouées, V : victoires, D : défaites, PM : points marqués, PC : points concédés, % : pourcentage de victoire.

### Phase finale
|  | Quarts de finale                | Quarts de finale                |                              |                              | Demi-finales                    | Demi-finales                    |   |  | Finale                       | Finale                       |
|  | Quarts de finale                | Quarts de finale                |                              |                              | Demi-finales                    | Demi-finales                    |   |  | Finale                       | Finale                       |
|  |                                 |                                 |                              |                              |                                 |                                 |   |  |                              |                              |
|  | 16 novembre - 12h00 (Shinchuan) | 16 novembre - 12h00 (Shinchuan) |                              |                              | 17 novembre - 18h00 (Shinchuan) | 17 novembre - 18h00 (Shinchuan) |   |  | 18 novembre - 16h30 - Tianmu | 18 novembre - 16h30 - Tianmu |
|  | 16 novembre - 12h00 (Shinchuan) | 16 novembre - 12h00 (Shinchuan) |                              |                              | 17 novembre - 18h00 (Shinchuan) | 17 novembre - 18h00 (Shinchuan) |   |  | 18 novembre - 16h30 - Tianmu | 18 novembre - 16h30 - Tianmu |
|  | Australie                       | 0                               |                              |                              | 17 novembre - 18h00 (Shinchuan) | 17 novembre - 18h00 (Shinchuan) |   |  | 18 novembre - 16h30 - Tianmu | 18 novembre - 16h30 - Tianmu |
|  | Australie                       | 0                               |                              |                              | 17 novembre - 18h00 (Shinchuan) | 17 novembre - 18h00 (Shinchuan) |   |  | 18 novembre - 16h30 - Tianmu | 18 novembre - 16h30 - Tianmu |
|  | Japon                           | 3                               |                              |                              | 17 novembre - 18h00 (Shinchuan) | 17 novembre - 18h00 (Shinchuan) |   |  | 18 novembre - 16h30 - Tianmu | 18 novembre - 16h30 - Tianmu |
|  | Japon                           | 3                               | Japon                        | 3                            |                                 |                                 |   |  | 18 novembre - 16h30 - Tianmu | 18 novembre - 16h30 - Tianmu |
|  | 16 novembre - 18h00 (Tien-Mou)  |                                 | Japon                        | 3                            |                                 |                                 |   |  | 18 novembre - 16h30 - Tianmu | 18 novembre - 16h30 - Tianmu |
|  |                                 | Cuba                            | 5                            |                              |                                 |                                 |   |  | 18 novembre - 16h30 - Tianmu | 18 novembre - 16h30 - Tianmu |
|  | Cuba                            | Cuba                            | 5                            | 6                            |                                 |                                 |   |  | 18 novembre - 16h30 - Tianmu | 18 novembre - 16h30 - Tianmu |
|  | Cuba                            |                                 |                              | 6                            |                                 |                                 |   |  | 18 novembre - 16h30 - Tianmu | 18 novembre - 16h30 - Tianmu |
|  | Mexique                         | 0                               |                              |                              |                                 |                                 |   |  | 18 novembre - 16h30 - Tianmu | 18 novembre - 16h30 - Tianmu |
|  | Mexique                         | 0                               | Cuba                         | 3                            |                                 |                                 |   |  |                              |                              |
|  | 16 novembre - 12h00 (Tien-Mou)  |                                 | Cuba                         | 3                            |                                 |                                 |   |  |                              |                              |
|  |                                 | États-Unis                      | 6                            |                              |                                 |                                 |   |  |                              |                              |
|  | Taïwan                          | États-Unis                      | 6                            | 3                            |                                 |                                 |   |  |                              |                              |
|  | Taïwan                          | 17 novembre - 18h00 (Tien-Mou)  |                              | 3                            |                                 |                                 |   |  |                              |                              |
|  | Pays-Bas                        | 6                               |                              |                              |                                 |                                 |   |  |                              |                              |
|  | Pays-Bas                        | 6                               | États-Unis                   | 5                            |                                 |                                 |   |  |                              |                              |
|  | 16 novembre - 18h00 (Shinchuan) | 16 novembre - 18h00 (Shinchuan) | États-Unis                   | 5                            | Match pour la 3e place          | Match pour la 3e place          |   |  |                              |                              |
|  | 16 novembre - 18h00 (Shinchuan) | 16 novembre - 18h00 (Shinchuan) |                              | Pays-Bas                     | Match pour la 3e place          | Match pour la 3e place          | 0 |  |                              |                              |
|  | États-Unis                      | 3                               | 18 novembre - 10h00 - Tianmu | 18 novembre - 10h00 - Tianmu |                                 |                                 | 0 |  |                              |                              |
|  | États-Unis                      | 3                               | 18 novembre - 10h00 - Tianmu | 18 novembre - 10h00 - Tianmu |                                 |                                 |   |  |                              |                              |
|  | Corée du Sud                    | 1                               |                              | Japon                        | 5                               |                                 |   |  |                              |                              |
|  | Corée du Sud                    | 1                               |                              | Japon                        | 5                               |                                 |   |  |                              |                              |
|  |                                 |                                 |                              |                              |                                 |                                 |   |  | Pays-Bas                     | 0                            |
|  |                                 |                                 |                              |                              |                                 |                                 |   |  | Pays-Bas                     | 0                            |

### Matchs de classement
|  | 5e à 8e places                  | 5e à 8e places                  |                        |   | Match pour la 5e place          | Match pour la 5e place          |
|  | 5e à 8e places                  | 5e à 8e places                  |                        |   | Match pour la 5e place          | Match pour la 5e place          |
|  |                                 |                                 |                        |   |                                 |                                 |
|  | 17 novembre - 12h00 (Shinchuan) | 17 novembre - 12h00 (Shinchuan) |                        |   | 18 novembre - 13:00 - Shinchuan | 18 novembre - 13:00 - Shinchuan |
|  | 17 novembre - 12h00 (Shinchuan) | 17 novembre - 12h00 (Shinchuan) |                        |   | 18 novembre - 13:00 - Shinchuan | 18 novembre - 13:00 - Shinchuan |
|  | Mexique                         | 1                               |                        |   | 18 novembre - 13:00 - Shinchuan | 18 novembre - 13:00 - Shinchuan |
|  | Mexique                         | 1                               |                        |   | 18 novembre - 13:00 - Shinchuan | 18 novembre - 13:00 - Shinchuan |
|  | Australie                       | 7                               |                        |   | 18 novembre - 13:00 - Shinchuan | 18 novembre - 13:00 - Shinchuan |
|  | Australie                       | 7                               | Australie              | 2 |                                 |                                 |
|  | 17 novembre - 12h00 (Tien-Mou)  |                                 | Australie              | 2 |                                 |                                 |
|  |                                 | Corée du Sud                    | 5                      |   |                                 |                                 |
|  | Corée du Sud                    | Corée du Sud                    | 5                      | 3 |                                 |                                 |
|  | Corée du Sud                    |                                 |                        | 3 |                                 |                                 |
|  | Taïwan                          | 0                               |                        |   |                                 |                                 |
|  | Taïwan                          | 0                               | Match pour la 7e place |   |                                 |                                 |
|  |                                 |                                 |                        |   |                                 |                                 |
|  | 18 novembre - 9:00 - Shinchuan  |                                 |                        |   |                                 |                                 |
|  |                                 |                                 |                        |   |                                 |                                 |
|  | Mexique                         | 7                               |                        |   |                                 |                                 |
|  | Mexique                         | 7                               |                        |   |                                 |                                 |
|  | Taïwan                          | 2                               |                        |   |                                 |                                 |
|  | Taïwan                          | 2                               |                        |   |                                 |                                 |

## Récompenses individuelles

### Meilleurs joueurs par position
- Receveur : Sydney de Jong (Pays-Bas)
- Premier but : Yasuyuki Saigo (Japon)
- Deuxième but : Jayson Nix (États-Unis)
- Troisième but : Efrén Rodríguez (Mexique)
- Arrêt-court : Si-Hyun Son (Corée du Sud)
- Champ extérieur : Trent Oeltjen (Australie), Colby Raumus (États-Unis), Frederich Cepeda (Cuba)
- Frappeur désigné : Maximiliano Di Biase (Italie)
- Meilleur joueur défensif : Hainley Statia (Pays-Bas)
- Lanceur droitier : Takashi Settsu (Japon)
- Lanceur gaucher : Aroldis Chapman (Cuba)
- Meilleur joueur de la compétition : Jayson Nix (États-Unis)